# Sören Platten
Sören Maximilian Platten (* 1988 in Hamburg) ist ein deutscher Politiker (SPD).

## Werdegang
Platten ist nach eigenen Angaben in Norderstedt aufgewachsen. Seinen Wehrdienst leistete er unter anderem auf der Gorch Fock ab.
Seit 2005 ist Platten SPD-Mitglied. 2017 wurde er als Nachfolger von Tyll Diebold zum Kreisvorsitzenden der Jusos Altona gewählt. Seit 2020 ist er als Nachfolger von Mathias Petersen Vorsitzender des SPD-Kreisverbandes Altona; neben dem Kreisvorsitz hat er den Vorsitz des SPD-Distrikts Altona-Altstadt inne. Dem Landesvorstand der Hamburger SPD gehört Platten seit 2021 als Vertreter des Kreisverbands Altona an.
Im Juni 2024 wurde Platten in die Bezirksversammlung Altona und anschließend zum Vorsitzenden der SPD-Fraktion in der Bezirksversammlung gewählt. Im Februar 2025 kandidierte Platten im Wahlkreis Altona erfolglos zum Bundestag, wurde aber bei der eine Woche später stattfindenden Bürgerschaftswahl über die Landesliste in die Hamburgische Bürgerschaft gewählt.